# František Ometák
František Ometák (26. března 1912, Dražetice – 30. dubna 1942 Požáry) byl za Protektorátu Čechy a Morava četnickým strážmistrem, jehož smrt během přestřelky na Požárech nacisté propagandisticky zneužili.

## Život
Narodil 26. března 1912 v Dražeticích u Dobříše. Ve druhé polovině 30. let nastoupil k četnictvu a byl zařazen na četnickou stanici Žalmanov v okrese Karlovy Vary. Bylo zde velmi silné protičeské hnutí, a tak poznal fanatismus sudetoněmeckých nacistů. Na konci září zdejší četníci raději ustoupili na shromaždiště v Křivoklátu. František Ometák byl přidělen na četnickou stanici Mutějovice, kde prožil obsazení Československa německou armádou a následné vyhlášení Protektorátu Čechy a Morava. V Mutějovicích i nadále zůstal ve službě. Dne 1. června 1941 se zde oženil s místní rodačkou Miloslavou Šímovou a krátce nato byl přeložen na četnickou stanici Křivoklát. Jako vlastenecky smýšlející Čech se zapojil na Křivoklátsku do aktivit spojených s domácím odbojem, mnohým zadrženým odbojářům prokazatelně pomohl. O Němcích prý hovořil velmi kriticky a nenáviděl je.

## Přestřelka, smrt

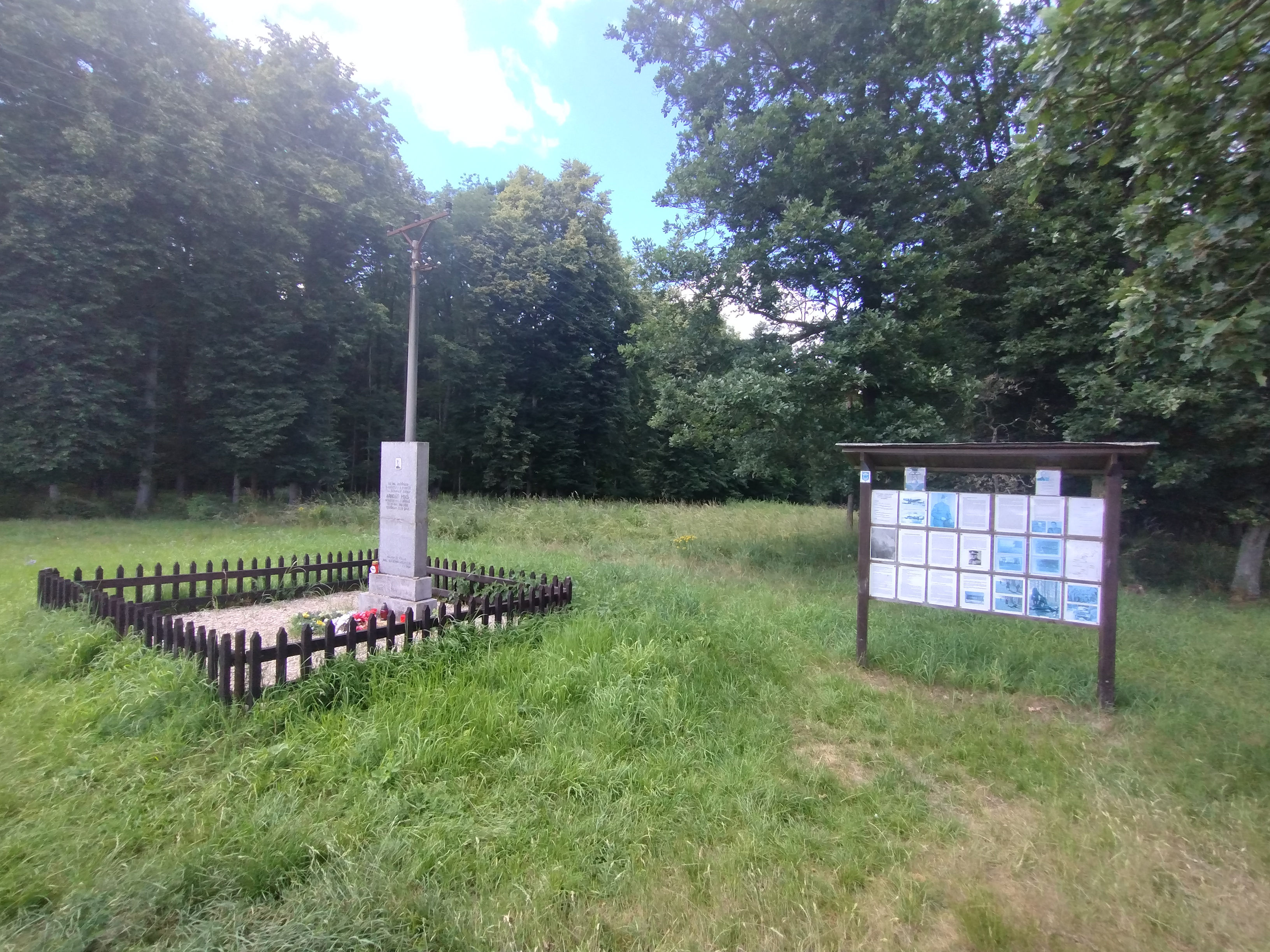
Místo přestřelky - pomník Arnošta Mikše

Dne 30. dubna 1942 na rozkaz gestapa hlídal společně s četnickým praporčíkem Václavem Komínkem místo v lese nedaleko statku Požáry na katastru obce Městečko u Křivoklátu), kde byla náhodou, několik dní před tím, místními zemědělci nalezena v oranici ukrytá vysílačka náležející k vybavení paradesantního výsadku Steel. Vysílačku si 30. dubna 1942 mezi 21.00 až 22.00 hodinou přišli vyzvednout parašutista Arnošt Mikš (příslušník výsadku Zinc) a odbojář Josef Kusý (* 17. února 1909). Během přestřelky, která se následně mezi četníky a odbojáři rozpoutala, byl František Ometák zastřelen a zraněný Arnošt Mikš spáchal sebevraždu. Odbojáři Josefu Kusému se podařilo z místa přestřelky uprchnout, četnický praporčík Václav Komínek byl sice zraněn, ale ze zranění se bez následků uzdravil (jeho léčbu vedl MUDr. Zdeněk Sternthal, primář rakovnické chirurgie). Následná vlna zatýkání, kterou gestapo spustilo, zlikvidovala kompletní odbojovou skupinu.

## Propagandistický pohřeb

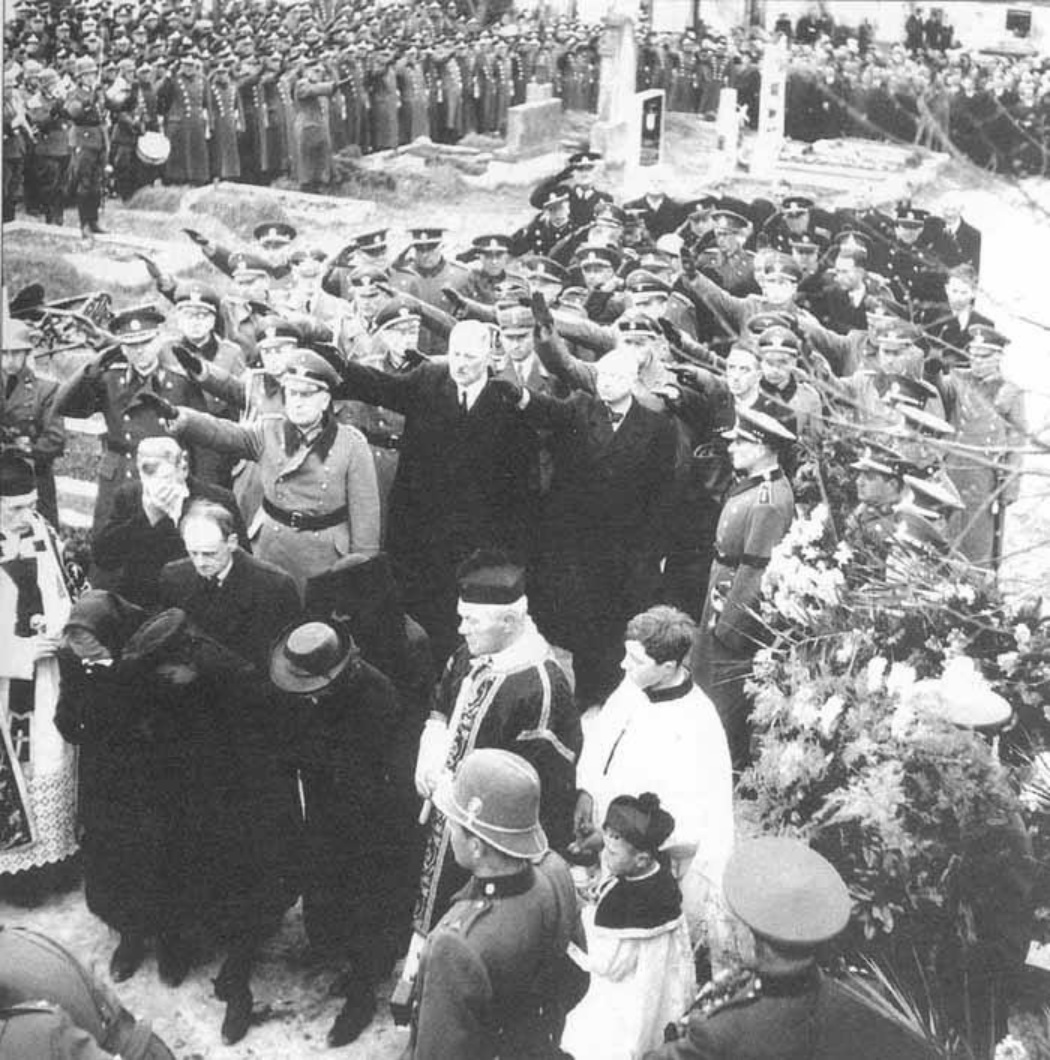
Propagandisticky pojatý monstrózní pohřeb Františka Ometáka na hřbitově v Mutějovicích u Rakovníka dne 3. května 1942

Ostatky Františka Ometáka byly pohřbeny na hřbitově v Mutějovicích u Rakovníka, odkud pocházela jeho manželka. Během pohřbu Františka Ometáka dne 3. května 1942 v Mutějovicích byla jeho rakev zahalena vlajkou s hákovým křížem, což korespondovalo se skutečností, že jeho monstrózní pohřeb byl státní (s vědomím zastupujícího říšského protektora Reinharda Heydricha), uspořádaný nacisty, účastnili se jej čelní představitelé protektorátní vlády i okupační správy, mezi nimiž nechyběli ani Emanuel Moravec a ministr vnitra Protektorátu Čechy a Morava Richard Bienert. Nacisté Ometákovu smrt propagandisticky zneužili a Ometák byl okupačním režimem hodnocen jako horlivý policista. Při pohřbu velitel venkovní služebny gestapa v Kladně Harald Wiesmann hovořil o Ometákovi jako o českém četníkovi, který „padl pro velikost Německa“. Reinhard Heydrich napsal Ometákově vdově soustrastný dopis, udělil ji finanční odměnu a zajistil penzi. Ometákova rodina se těmto „nacistickým poctám“ nemohla nikterak bránit, následně se z Mutějovic odstěhovala a jeho potomky se nepodařilo historikům po druhé světové válce vypátrat.

## Exhumace, pietní akt
O hrob Františka Ometáka se starala obec až do roku 2021, kdy se rozhodla (na přání historiků z Muzea Policie České republiky) jeho tělo exhumovat a hrob rekonstruovat. Soudní lékař měl najít kulku, která četníka 30. dubna 1942 zabila a potvrdit poněkud jinou verzi průběhu celé události než ji udávaly dobové nacistické a četnické protokoly. Ostatky Františka Ometáka byly po exhumaci v létě 2021 pietně v rakvi zahalené českou vlajkou uloženy do zrekonstruovaného hrobu. Ceremoniál ukládání ostatků Františka Ometáka v létě 2021 byl zahájen v kostele svatého Václava v Mutějovicích bohoslužbou slova, celebrovanou duchovním Policie ČR Jiřím Ignácem Laňkou. Po mši se všichni přítomní odebrali na místní hřbitov, kde byly ostatky Františka Ometáka uloženy do hrobu; čestné pocty a státní hymna pak uzavřely celý pietní akt.

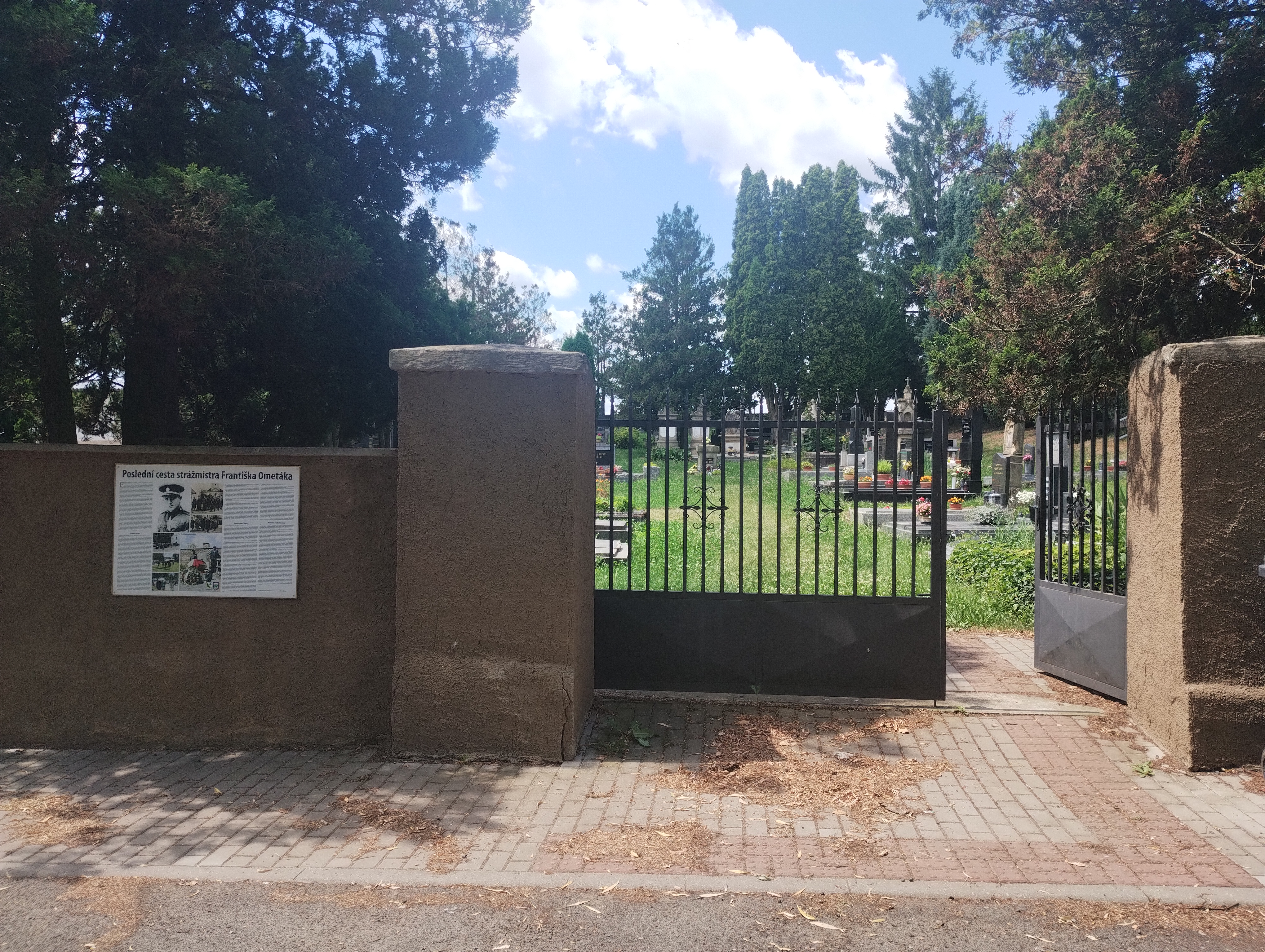
Hřbitov v Mutějovicích s informační tabulkou na hřbitovní zdi u vstupu
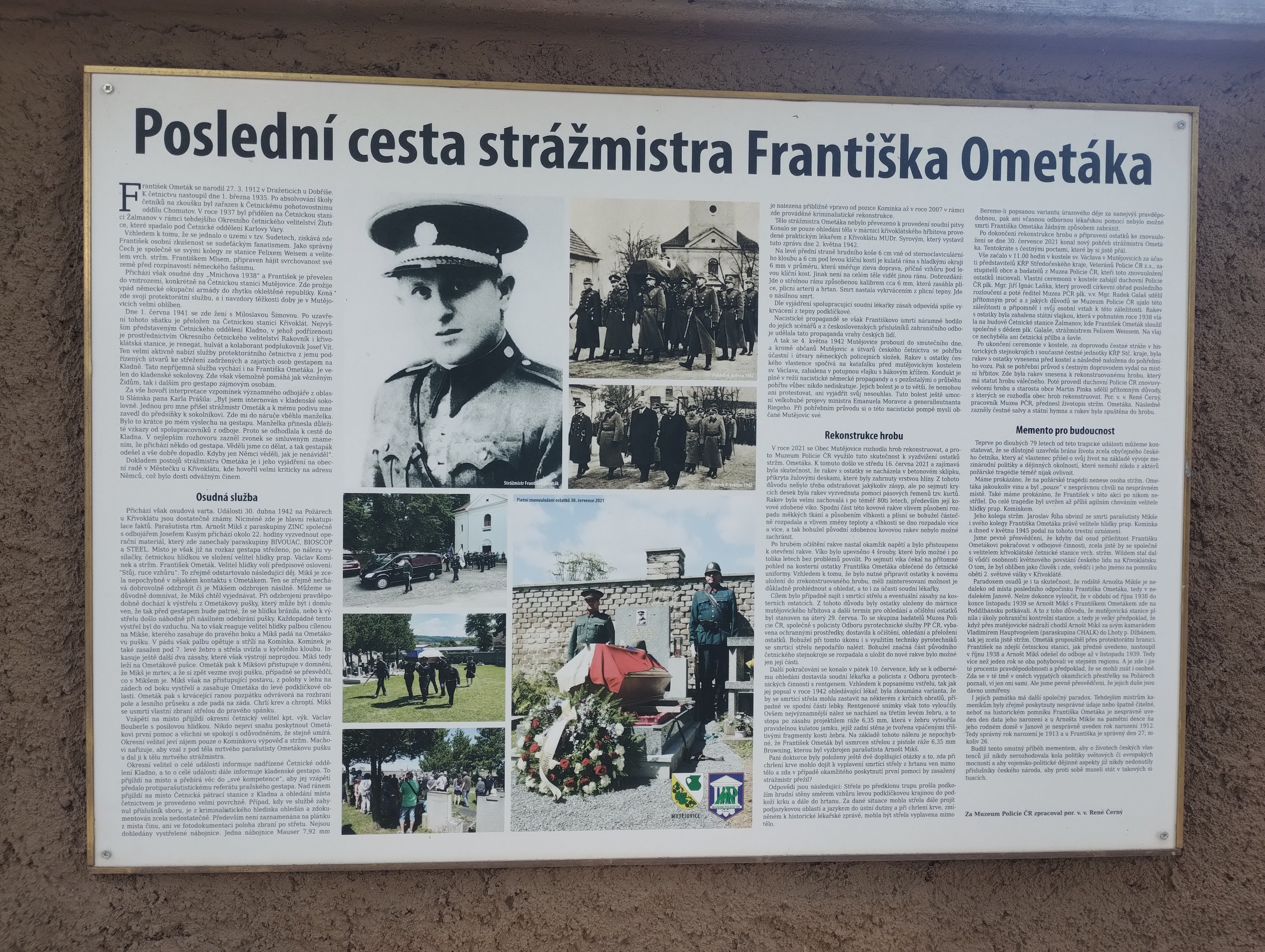
Informační tabulka na hřbitovní zdi v Mutějovicích
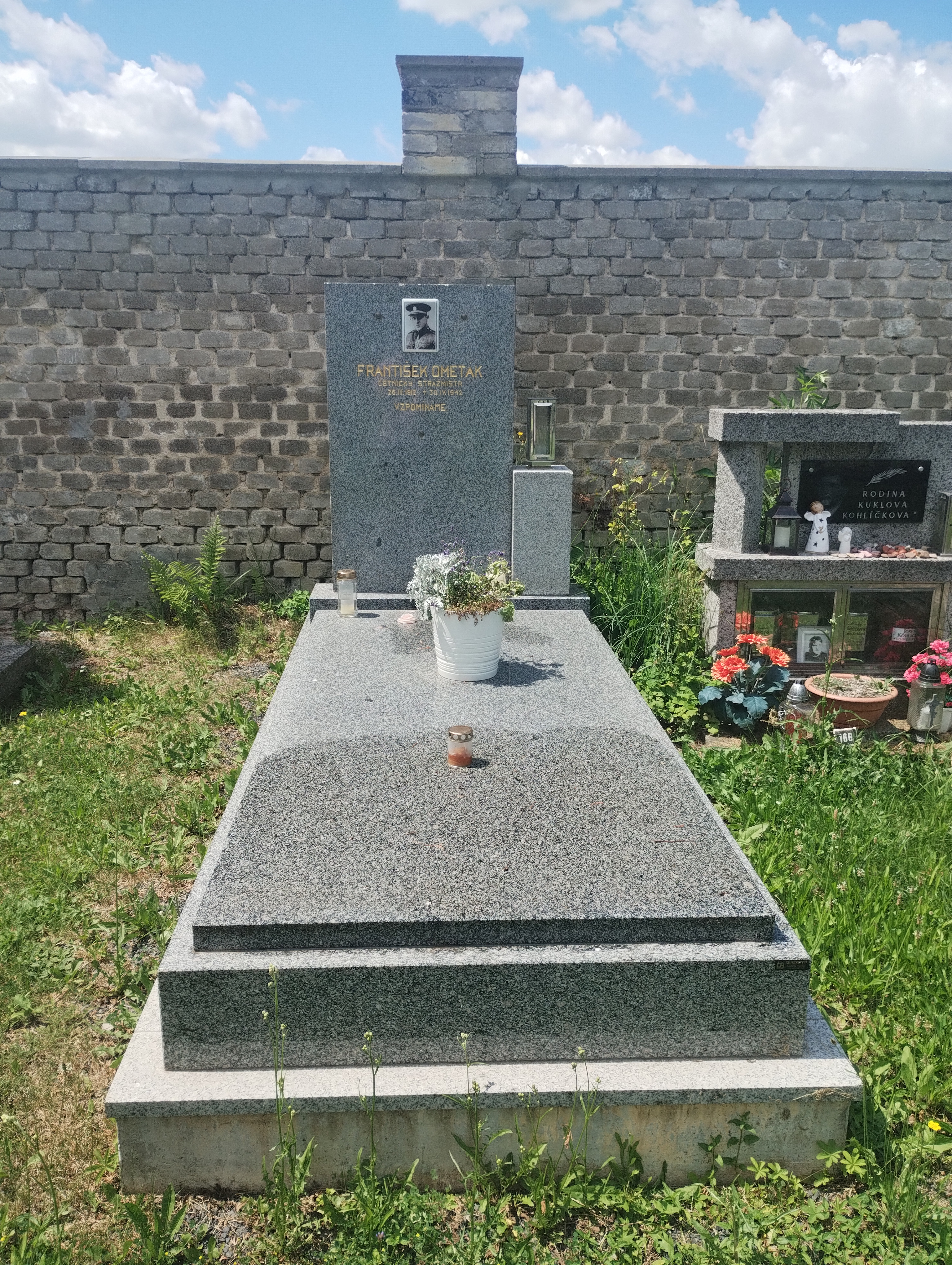
Hrob Františka Ometáka po rekonstrukci (foto 2025)
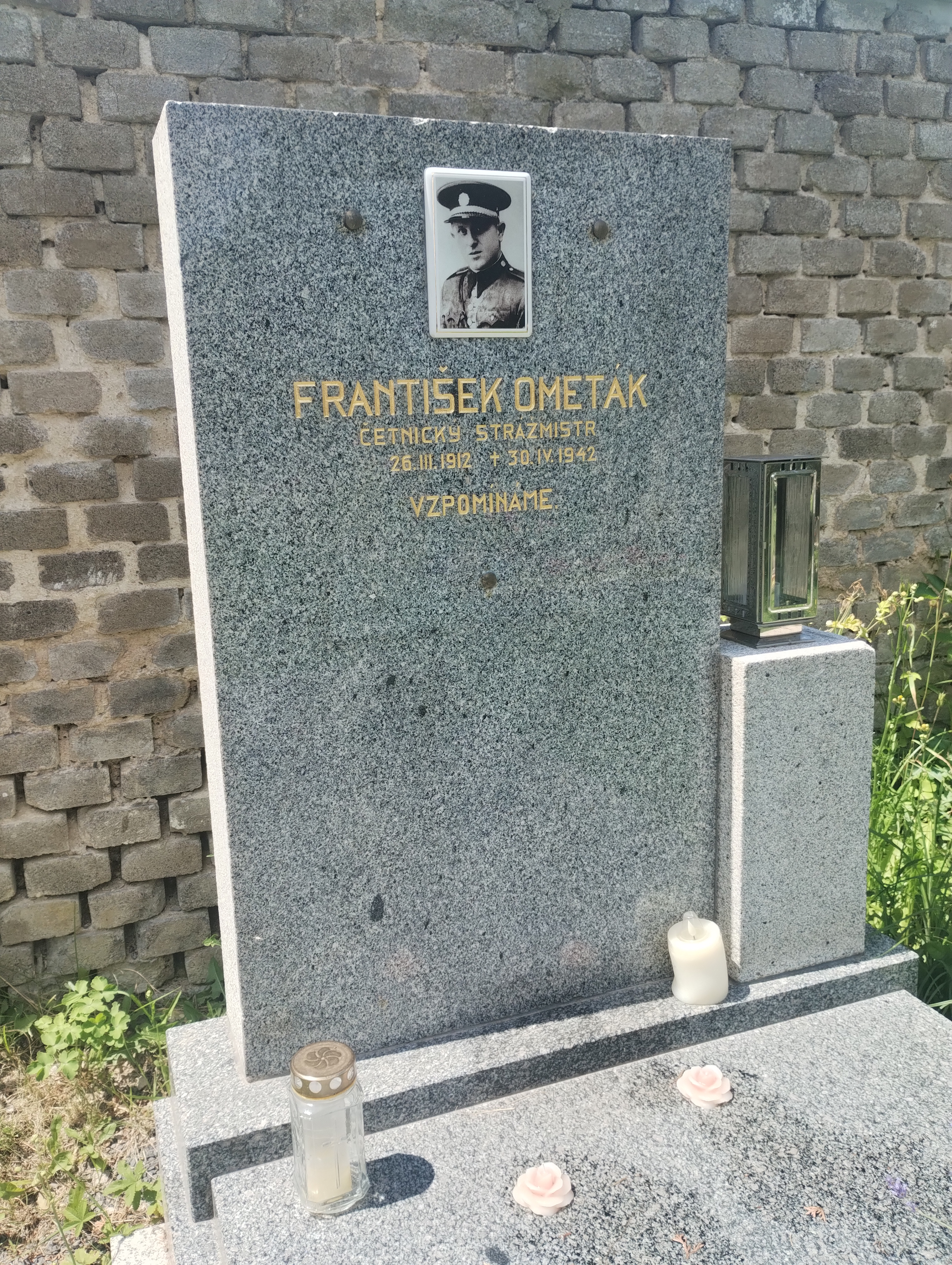
Detail hrobu Františka Ometáka po rekonstrukci (foto 2025)
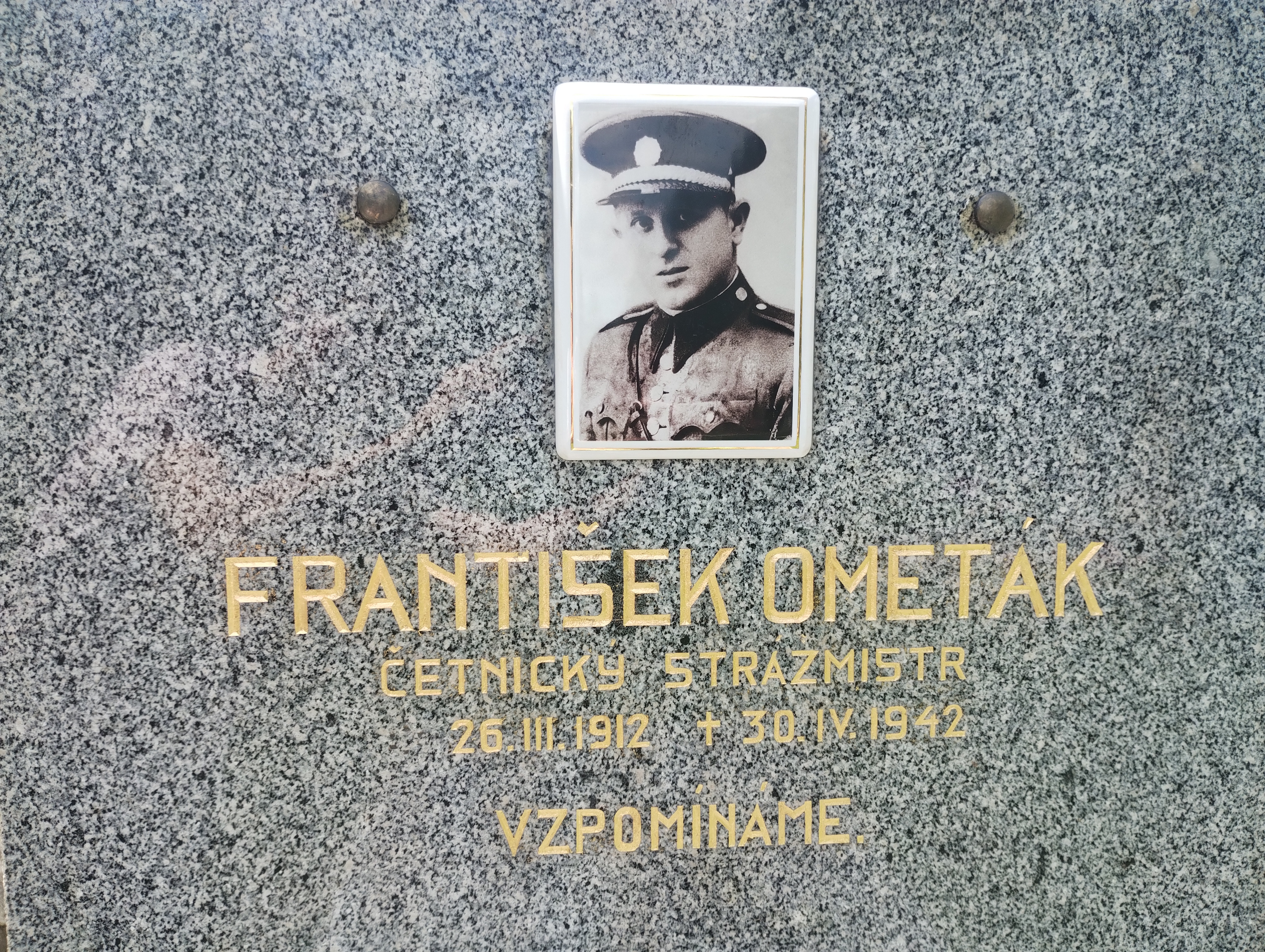
Nápis na hrobu Františka Ometáka po rekonstrukci (foto 2025)